# Lunegarde
Lunegarde é uma comuna francesa na região administrativa de Occitânia, no departamento de Lot. Estende-se por uma área de 10,43 km². Em 2010 a comuna tinha 103 habitantes (densidade: 9,9 hab./km²).